# Frank Bridge
Frank Bridge (ur. 26 lutego 1879 w Brighton, zm. 10 stycznia 1941 w Eastbourne) – brytyjski kompozytor, altowiolista, dyrygent operowy i koncertowy oraz pedagog.

## Życiorys
W latach 1899–1903 kształcił się w londyńskiej Royal College of Music, gdzie uczył się kompozycji u Charlesa V. Stanforda. Uczył się także dyrygentury, gry na skrzypcach i na altówce. Jako altowiolista związany był w latach 1906–1915 z Joachim Quartet i English String Quartet. Był także dyrygentem orkiestry Savoy Theatre (1910–1911) i Covent Garden Theatre (1912). Jego uczniem był Benjamin Britten, który skomponował Variations on a theme of Frank Bridge (1937).

## Twórczość
Tworzył głównie muzykę kameralną. Jego styl charakteryzował się dbałością o piękno formy i klasycystycznym podejściem do środków technicznych. Początkowo tworzył w idiomie romantycznym, w późnym okresie swojej twórczości zwrócił się ku bardziej współczesnym środkom wyrazu, sięgając po atonalność. Do jego ważniejszych kompozycji należą:
- poemat symfoniczny Isabella (1907)[1][3]
- suita The Sea na orkiestrę (1910–1911)[3]
- lament na smyczki (1915)[1][3]
- rapsodia Enter Spring (1927)[1][3]
- Oration na wiolonczelę i orkiestrę (1930)[1][3]
- Phantasm na fortepian i orkiestrę (1931)[1][3]
- kwintet na smyczki i fortepian (1905)[1]
- Phantasy Quartet (1905)[1]
- 4 koncerty smyczkowe (I 1906, II 1915, III 1926, IV 1937)[1]
- Phantasy Trio na skrzypce, wiolonczelę i fortepian (1907)[1]
- sekstet na 2 skrzypiec, 2 altówki i 2 wiolonczele (1912)[1]
- uwertura Rebus (1940)[3]
- Allegro moderato na smyczki (1941)[3]
- opera The Christmas Rose (1919–1929)[2]